# Armand Edward Blackmar
Armand Edward Blackmar (Bennington, 30 maggio 1826 – New Orleans, 28 October 1888) è stato un editore musicale e scacchista statunitense.

## Biografia
Armand, con suo fratello Henry, fu il fondatore della Blackmar Brothers, una casa editrice musicale. Fondata nel 1860, questa casa editrice aveva originariamente sede a New Orleans, in Louisiana, e successivamente ad Augusta, in Georgia. Divenne la casa editrice di musica di maggior successo della Confederazione durante la guerra civile americana, pubblicando circa la metà di tutte le canzoni del periodo, in particolare Armand era conosciuto per le canzoni patriottiche che scriveva. Quando le truppe del Nord presero il controllo della città di New Orleans, il fratello Henry trasferì l'attività ad Augusta, in Georgia, mentre Armand riuscì  per un certo periodo a continuare a lavorare sempre nei pressi di New Orleans, ma un'incursione dell'Unione lo costrinse a far cessare la sua attività. Continuò a vivere in Louisiana e pubblicò canzoni proprie, sotto uno pseudonimo, tramite suo fratello.
I lavori pubblicati da Blackmar includevano, tra gli altri: The Bonnie Blue Flag; Dixie War Song (arrangiamento e pubblicazione); Maryland! My Maryland!; Southern Marseillaise; e The Beauregard Manassas.
Dopo la guerra tornò a New Orleans e lì riaprì un negozio di musica. Morì a New Orleans il 28 ottobre 1888.
Armand era anche un appassionato scacchista, in un periodo in cui si stavano codificando i fondamenti del gioco; è passato alla storia per aver proposto per primo il gambetto Blackmar, da lui pubblicato sulla rivista Brentano's Chess Monthly. La sequenza iniziale proposta 1. d4 d5; 2. e4 dxe4; 3. f3 prestava il fianco alla reazione centrale 3. ...e5 ed il gambetto per qualche anno passò di moda, finché non venne studiato e migliorato da Emil Joseph Diemer.